# سهيل بهوان
سهيل سالم بهوان (مواليد 1938/39) هو ملياردير عماني.

## حياته البكرة
ولد سهيل بهوان لعائلة المخيني في مدينة صور، الميناء البحري جنوب شرق مسقط بـ100 ميل، وهو نقطة توقف للسفن المُبحرة بين العراق والهند وزنجبار.

## مسيرته المهنية
بدأ بهوان كتاجر صغير في صور، مع مركب شراعي واحد ورثه عن والده، حيث كان يمارس الأعمال التجارية بين عمان والهند. في عام 1965، انتقل إلى العاصمة مسقط وافتتح متجرًا في سوق مطرح مع شقيقه سعود، سماه سهيل وسعود بهوان،  في البداية كانوا يتاجرون في معدات البناء وشباك الصيد.
في عام 1968، حصل على الترخيص المحلي لشركة سيكو، ثم على الترخيص المحلي لشركة تويوتا.
خلال عشر سنوات، حصل الشقيقان على العديد من حقوق امتيازات الشركات الأجنبية؛ مثل: فورد، وكوماتسو ، وكوبوتا وبوماج وأسسا وكالة سفريات وتعاونا مع الخطوط الجوية الدولية التايلاندية وخطوط بان أمريكان العالمية والخطوط الجوية الفرنسية وأطلقا شركة لتأجير السيارات.
في عام 1977 باشر الشقيقان في مشروعات البنى التحتية في قطاعي الإنشاءات والطاقة واستحوذا عام 1984 على شركة لتطوير محطات تحلية المياه وتوليد الكهرباء في أرجاء السلطنة جميعها.
في نهاية الثمانينات، نمت الشركة مع نمو الأعمال، وضمت ما يزيد على 4 آلاف موظف، وتعددت نشاطاتها في قطاعات الاتصالات، والشحن والخدمات اللوجستية، والإلكترونيات، والأغذية، وغيرها.
تعد مجموعة سهيل بهوان الآن من أكبر الشركات المملوكة للقطاع الخاص في سلطنة عمان، ولها مصالح تجارية متنوعة بما في ذلك الأسمدة والرعاية الصحية والبناء والسيارات.
ثم أنشا سهيل بهوان مصنعاً لليوريا بلغت تكاليفه 1.3 مليار دولار بقرض من بنك اليابان للتعاون الدولي وأوكل بناء المصنع إلى ميتسوبيشي للصناعات الثقيلة ليباشر عمله عام 2009.
في عام 2002 انفصل عن شقيقه، ونتيجة لذلك انقسمت مجموعة سهيل سعود بهوان إلى مجموعتين.
في عام 2016، نقل بهوان الكثير من مسؤولية إدارة مجموعة سهيل بهوان إلى أمل بهوان، طفلته السادسة، وابنته الثانية الكبرى.
بهوان متزوج وله 15 ولداً، ويعيش في مسقط بسلطنة عمان.
في سبتمبر 2017، فاز بهوان بجائزة الشيخ عيسى بن علي آل خليفة للعمل التطوعي من جامعة الدول العربية.